# Élections législatives de 1876 dans le Morbihan
Les élections législatives de 1876 ont eu lieu les 20 février et 5 mars.

## Résultats à l'échelle du département
| Partis         | Partis                            | Premier tour | Premier tour | Deuxième tour | Deuxième tour | Sièges |
| Partis         | Partis                            | Voix         | %            | Voix          | %             | Sièges |
| -------------- | --------------------------------- | ------------ | ------------ | ------------- | ------------- | ------ |
|                | Légitimistes, Cléricaux           | 43 225       | 50,13        | 16 829        | 49,73         | 5      |
|                | Républicains, Gauche républicaine | 27 761       | 32,20        |               |               | 1      |
|                | Bonapartistes                     | 8 687        | 10,08        | 8 748         | 25,85         | 0      |
|                | Orléanistes                       | 5 839        | 6,77         | 8 264         | 24,42         | 1      |
|                | Divers                            | 706          | 0,82         |               |               | 0      |
|                |                                   |              |              |               |               |        |
| Inscrits       | Inscrits                          | 118 288      | 100,00       | 41 409        | 100,00        | 6      |
| Votants        | Votants                           |              |              | 33 999        | 82,11         |        |
| Abstentions    | Abstentions                       |              |              | 7 410         | 17,89         |        |
| Blancs et nuls | Blancs et nuls                    |              |              | 158           | 0,46          |        |
| Exprimés       | Exprimés                          | 86 218       |              | 33 841        | 99,54         |        |

## Résultats par arrondissement

### Arrondissement de Lorient

#### 1recirconscription
| Candidats      | Candidats        | Étiquette           | Premier tour | Premier tour |
| Candidats      | Candidats        | Étiquette           | Voix         | %            |
| -------------- | ---------------- | ------------------- | ------------ | ------------ |
|                | François Ratier  | Gauche républicaine | 7 322        | 59,68        |
|                | Lecointre        | Orléaniste          | 3 812        | 31,07        |
|                | Edouard Beauvais | Républicain         | 679          | 5,53         |
|                | Detroyat         | Divers              | 456          | 3,72         |
|                |                  |                     |              |              |
| Inscrits       | Inscrits         | Inscrits            | 19 305       | 100,00       |
| Votants        | Votants          | Votants             | 12 303       | 63,73        |
| Abstention     | Abstention       | Abstention          | 7 002        | 36,27        |
| Blancs et nuls | Blancs et nuls   | Blancs et nuls      | 34           | 0,28         |
| Exprimés       | Exprimés         | Exprimés            | 12 269       | 99,72        |

#### 2ecirconscription
| Candidats      | Candidats              | Étiquette      | Premier tour | Premier tour |
| Candidats      | Candidats              | Étiquette      | Voix         | %            |
| -------------- | ---------------------- | -------------- | ------------ | ------------ |
|                | Paul Joseph de Perrien | Légitimiste    | 8 896        | 68,14        |
|                | Edouard Beauvais       | Républicain    | 4 160        | 31,86        |
|                |                        |                |              |              |
| Inscrits       | Inscrits               | Inscrits       | 19 279       | 100,00       |
| Votants        | Votants                | Votants        | 13 128       | 68,09        |
| Abstention     | Abstention             | Abstention     | 6 151        | 31,91        |
| Blancs et nuls | Blancs et nuls         | Blancs et nuls | 72           | 0,55         |
| Exprimés       | Exprimés               | Exprimés       | 13 056       | 99,45        |

### Arrondissement de Ploërmel
| Candidats      | Candidats                           | Étiquette      | Premier tour | Premier tour |
| Candidats      | Candidats                           | Étiquette      | Voix         | %            |
| -------------- | ----------------------------------- | -------------- | ------------ | ------------ |
|                | Alain Charles Louis de Rohan-Chabot | Légitimiste    | 11 434       | 62,21        |
|                | Magon de la Balue                   | Républicain    | 5 096        | 27,73        |
|                | Jérôme-Paul de Nompère de Champagny | Bonapartiste   | 1 600        | 8,71         |
|                | Carouge                             | Divers         | 250          | 1,36         |
|                |                                     |                |              |              |
| Inscrits       | Inscrits                            | Inscrits       | 23 647       | 100,00       |
| Votants        | Votants                             | Votants        | 18 381       | 77,73        |
| Abstention     | Abstention                          | Abstention     | 5 266        | 22,27        |
| Blancs et nuls | Blancs et nuls                      | Blancs et nuls | 1            | 0,01         |
| Exprimés       | Exprimés                            | Exprimés       | 18 380       | 99,99        |

### Arrondissement de Pontivy
| Candidats      | Candidats      | Étiquette                | Premier tour, | Premier tour, | Deuxième tour | Deuxième tour |
| Candidats      | Candidats      | Étiquette                | Voix          | %             | Voix          | %             |
| -------------- | -------------- | ------------------------ | ------------- | ------------- | ------------- | ------------- |
|                | Albert de Mun  | Légitimiste              | 7 508         | 38,77         | 10 725        | 55,08         |
|                | Abbé Cadoret   | Bonapartiste             | 7 087         | 36,60         | 8 748         | 44,92         |
|                | Le Maguet      | Républicain conservateur | 4 768         | 24,62         |               |               |
|                |                |                          |               |               |               |               |
| Inscrits       | Inscrits       | Inscrits                 | 23 232        | 100,00        | 23 232        | 100,00        |
| Votants        | Votants        | Votants                  | 19 486        | 83,88         | 19 575        | 84,26         |
| Abstention     | Abstention     | Abstention               | 3 746         | 16,12         | 3 657         | 15,74         |
| Blancs et nuls | Blancs et nuls | Blancs et nuls           | 123           | 0,63          | 102           | 0,52          |
| Exprimés       | Exprimés       | Exprimés                 | 19 363        | 99,37         | 19 473        | 99,48         |

L'élection est invalidée par la Chambre pour de nombreuses pressions par les conservateurs.

#### Élection partielle du 27 août 1876
| Candidats      | Candidats     | Étiquette                | Premier tour, | Premier tour, |
| Candidats      | Candidats     | Étiquette                | Voix          | %             |
| -------------- | ------------- | ------------------------ | ------------- | ------------- |
|                | Albert de Mun | Légitimiste              | 9 789         |               |
|                | Le Maguet     | Républicain conservateur | 9 466         |               |
|                |               |                          |               |               |
| Inscrits       | Inscrits      | Inscrits                 | 23 232        | 100,00        |
| Votants        |               |                          |               |               |
| Abstention     |               |                          |               |               |
| Blancs et nuls |               |                          |               |               |
| Exprimés       |               |                          |               |               |

### Arrondissement de Vannes

#### 1recirconscription
| Candidats      | Candidats               | Étiquette                              | Premier tour | Premier tour |
| Candidats      | Candidats               | Étiquette                              | Voix         | %            |
| -------------- | ----------------------- | -------------------------------------- | ------------ | ------------ |
|                | Charles Guillo du Bodan | Légitimiste                            | 5 935        | 66,14        |
|                | Émile Burgault          | Républicain conservateur, anticlérical | 3 039        | 33,86        |
|                |                         |                                        |              |              |
| Inscrits       | Inscrits                | Inscrits                               | 14 648       | 100,00       |
| Votants        | Votants                 | Votants                                | 9 017        | 61,56        |
| Abstention     | Abstention              | Abstention                             | 5 631        | 38,44        |
| Blancs et nuls | Blancs et nuls          | Blancs et nuls                         | 43           | 0,48         |
| Exprimés       | Exprimés                | Exprimés                               | 8 974        | 99,52        |

#### 2ecirconscription
| Candidats      | Candidats              | Étiquette      | Premier tour | Premier tour | Deuxième tour | Deuxième tour |
| Candidats      | Candidats              | Étiquette      | Voix         | %            | Voix          | %             |
| -------------- | ---------------------- | -------------- | ------------ | ------------ | ------------- | ------------- |
|                | Édouard Lorois         | Orléaniste     | 5 839        | 41,19        | 8 264         | 57,52         |
|                | Frédéric de Pioger     | Légitimiste    | 5 640        | 39,79        | 6 104         | 42,48         |
|                | Edmond Filhol de Camas | Bonapartiste   | 2 697        | 19,03        |               |               |
|                |                        |                |              |              |               |               |
| Inscrits       | Inscrits               | Inscrits       | 18 177       | 100,00       | 18 177        | 100,00        |
| Votants        | Votants                | Votants        |              |              | 14 424        | 79,35         |
| Abstention     | Abstention             | Abstention     |              |              | 3 753         | 20,65         |
| Blancs et nuls | Blancs et nuls         | Blancs et nuls |              |              | 56            | 0,39          |
| Exprimés       | Exprimés               | Exprimés       | 14 176       |              | 14 368        | 99,61         |